# Triângulo (Telêmaco Borba)
Triângulo é um bairro localizado no município de Telêmaco Borba, no Paraná.

## Infraestrutura
No bairro está localizado diversas empresas como, por exemplo, a Vale Do Tibagi Serviços Florestais Ltda. A menos de 3km do Triângulo está localizado a Vila Rural Brilho do Sol,  também no município de Telêmaco Borba. Ao lado do bairro, já pertencendo ao território do município de Imbaú, está localizado o Condomínio Safelife Cortez, nas terras de propriedade do nome de Concilia Gonçalves Cortez,  mãe do ex-vice-prefeito de Telêmaco Borba, Dã Gonçalves Cortez.
No âmbito religioso, o bairro conta com a presença da igreja católica com as instalações da Capela Nossa Senhora Aparecida e da Igreja Evangélica Assembleia de Deus.
Na área da saúde o bairro apresenta uma Unidade Básica de Saúde (UBS). Já na área de educação, conta com a Escola Municipal Santos Dumont.

## Localização
A localidade do Triângulo pertenceu ao município de Tibagi até 21 de março de 1964, quando foi instalado o município de Telêmaco Borba (ex-Cidade Nova), englobando também as localidades de Cirol (atual Imbaú), Charqueada, Mandaçaia, Harmonia, Lagoa, Antas, Km 28, Mina de Carvão, Colônia de Holandeses, Miranda, entre outras.
Portanto, o bairro encontra-se no município de Telêmaco Borba, na divida com o município de Imbaú, ao lado dos distritos industriais do município de Telêmaco Borba e está localizado a aproximadamente a 8,5km do centro da cidade de Telêmaco Borba,  se percorrendo a Rodovia do Papel. A localidade situa-se entre o centro urbano de Telêmaco Borba e de Imbaú, e está ainda no entrocamento da Rodovia do Papel com a Rodovia Francisco Sady de Brito. No principal trevo do bairro, é possível acessar diretamente as cidades de Imbaú, Tibagi e Ortigueira.